# بورتونوس بروكي
بورتونوس بروكي هو سرطان سابح وعادةً مايوجد في الوحل الرملي من اليابان إلى شرق المحيط الهندي، ويتضمن الصين، سنغافورة، الفلبين، إندونيسيا، و أستراليا[1]